# Biblioteca Colegiului Trinity
Biblioteca Colegiului Trinity (în engleză Trinity College Library, Dublin;  irlandeză Coláiste na Tríonóide Leabharlann, Baile Átha Cliath) este o bibliotecă a universității din Dublin, care a luat ființă în anul 1592. Ea are 4,5 milioanne de cărți, care constau printre altele din manuscrise istorice, incunabule sau tipărituri vechi, fiind cea mai mare bibliotecă din Irlanda.
Între manuscrisele aflate în această bibliotecă se numără Evangheliarul din Kells, din secolul al IX-lea.

## Clădirea bibliotecii
Clădirea bibliotecii în decursul timpului a fost extinsă la mai multe clădiri, din care patru din ele se află pe campusul Colegiului Trinity și una se află pe teritoriul spitalului St. James.
Biblioteca veche cuprinde
- Sala de lectură cu tipături vechi
- Sala de lectură cu manuscripte

Complexul Berkeley-Lecky cuprinde
- Biblioteca Berkeley
- Biblioteca Lecky
- Biblioteca James-Ussher
- Biblioteca cu hărți Glucksman

Biblioteca Hamilton-Science-and-Engineering
Sala de lectură din 1937
Biblioteca medicinii John-Stearne